# Värnamo
Värnamo és una ciutat de Suècia i seu de la Municipalitat de Värnamo, al Comtat de Jönköping, amb 18.696 habitants el 2010. Värnamo està citada des del segle xiii. Va esdevenir un köping independent el 1859. Va destacar per la indústria dels mobles.